# Índice de complejidad económica

Ranking del Índice de Complejidad Económica (2015)

El Índice de Complejidad Económica (ICE) es una medida holística de las capacidades productivas de grandes sistemas económicos, generalmente ciudades, regiones o países. En particular, busca explicar el conocimiento acumulado en una población y que se expresa en las actividades económicas presentes en una ciudad, país o región. Para lograr este objetivo, el ICE define el conocimiento disponible en un lugar, como el conocimiento promedio de las actividades presentes en él, y el conocimiento de una actividad como el conocimiento promedio de los lugares donde se realiza esa actividad económica. El equivalente en producto del Índice de Complejidad Económica es el Índice de Complejidad del Producto o PCI.
Una mayor complejidad económica en comparación con el nivel de ingresos del país impulsa el desarrollo económico.

## Formulación
El ICE fue desarrollado por César A. Hidalgo, del MIT Media Lab y Ricardo Hausmann, de la Kennedy School of Government de la Universidad de Harvard. Los datos del ICE están disponibles en el Observatorio de Complejidad Económica . Su formulación original fue publicada en PNAS en 2009. 
En su definición matemática estricta, el ICE se define en términos de un valor propio de una matriz que conecta a los países con los países, que es una proyección de la matriz que conecta a los países con los productos que exportan. Dado que el ICE considera información sobre la diversidad de los países y la ubicuidad de los productos, puede producir una medida de complejidad económica que contiene información tanto sobre la diversidad de las exportaciones de un país como sobre su sofisticación. Por ejemplo, Japón o Alemania, con ICE elevados, exportan muchos bienes que son menos comunes y que son producidos por países altamente diversificados, lo que indica que se trata de economías diversas y sofisticadas. Los países con un ICE bajo, como Angola o Botsuana, exportan sólo unos pocos productos, que son de una ubicuidad relativamente alta y que son exportados por países no necesariamente muy diversificados, lo que indica que se trata de países que tienen poca diversidad y que los productos que exportan no son muy sofisticados.

## Utilidad
Hidalgo y Hausmann proponen el concepto de ICE no sólo como una medida descriptiva, sino también como una herramienta predictiva del crecimiento económico y la desigualdad del ingreso . Según los modelos estadísticos presentados en su Atlas de Complejidad Económica (2011),  el ICE es un predictor más preciso del crecimiento del PIB per cápita que las medidas tradicionales de gobernanza, competitividad (Índice de Competitividad Global del Foro Económico Mundial) y capital humano (medido en términos de logros educativos). El ECI también muestra una fuerte correlación negativa con la desigualdad de ingresos, lo que sugiere que las estructuras productivas más intensivas en conocimiento son más inclusivas en términos de distribución de ingresos y proporcionan una explicación estadísticamente más poderosa de las variaciones transnacionales en la desigualdad de ingresos que la Curva de Kuznets . 
El desarrollo económico requiere la acumulación de conocimiento productivo y su uso en industrias cada vez más complejas. Según esta métrica, muchos países de bajos ingresos, incluidos Bangladés, Venezuela y Angola, no han logrado diversificar sus conocimientos y enfrentan perspectivas de crecimiento bajas, mientras que países como India, Turquía y Filipinas han agregado capacidades productivas para ingresar a nuevos sectores y se espera que impulsen el crecimiento en los próximos años. 

## Ranking de países 2021
| Posición | País                             | Índice (2021) | Cambio en 5 años | Cambio en 10 años |
| -------- | -------------------------------- | ------------- | ---------------- | ----------------- |
| 1        | Japón                            | 2.06          | Sin cambios      | Sin cambios       |
| 2        | Suiza                            | 1.94          | Sin cambios      | 1                 |
| 3        | Taiwán                           | 1.93          | 4                | 9                 |
| 4        | Corea del Sur                    | 1.82          | 2                | 2                 |
| 5        | Alemania                         | 1.81          | Sin cambios      | 1                 |
| 6        | Singapur                         | 1.74          | 2                | 1                 |
| 7        | Chequia                          | 1.56          | 1                | 2                 |
| 8        | Suecia                           | 1.54          | Sin cambios      | 3                 |
| 9        | Austria                          | 1.50          | Sin cambios      | 5                 |
| 10       | Estados Unidos                   | 1.46          | 3                | 3                 |
| 11       | Reino Unido                      | 1.43          | 1                | 1                 |
| 12       | Eslovenia                        | 1.42          | 2                | 1                 |
| 13       | Finlandia                        | 1.42          | 2                | 5                 |
| 14       | Hungría                          | 1.36          | 2                | 3                 |
| 15       | Francia                          | 1.35          | Sin cambios      | 1                 |
| 16       | Eslovaquia                       | 1.31          | 2                | 1                 |
| 17       | Irlanda                          | 1.29          | Sin cambios      | 7                 |
| 18       | Bélgica                          | 1.28          | Sin cambios      | 6                 |
| 19       | Italia                           | 1.27          | Sin cambios      | Sin cambios       |
| 20       | Israel                           | 1.21          | 6                | 3                 |
| 21       | Hong Kong                        | 1.16          | 1                | 1                 |
| 22       | Países Bajos                     | 1.09          | 2                | 9                 |
| 23       | México                           | 1.09          | Sin cambios      | 2                 |
| 24       | Malasia                          | 1.09          | 3                | 6                 |
| 25       | China                            | 1.07          | Sin cambios      | 5                 |
| 26       | Rumanía                          | 1.07          | 3                | 1                 |
| 27       | Dinamarca                        | 1.02          | Sin cambios      | 5                 |
| 28       | Polonia                          | 1.01          | 2                | 4                 |
| 29       | Tailandia                        | 0.97          | 7                | 1                 |
| 30       | Lituania                         | 0.91          | 1                | 1                 |
| 31       | Arabia Saudita                   | 0.90          | 5                | 10                |
| 32       | Canadá                           | 0.90          | 4                | 7                 |
| 33       | Bielorrusia                      | 0.84          | 1                | 1                 |
| 34       | Croacia                          | 0.81          | 3                | 6                 |
| 35       | España                           | 0.78          | 3                | 10                |
| 36       | Serbia                           | 0.74          | 33               | 71                |
| 37       | Filipinas                        | 0.72          | 4                | 1                 |
| 38       | Noruega                          | 0.69          | 1                | 2                 |
| 39       | Bosnia y Herzegovina             | 0.65          | 2                | Sin cambios       |
| 40       | Bulgaria                         | 0.63          | 2                | 2                 |
| 41       | India                            | 0.61          | 1                | 5                 |
| 42       | Turquía                          | 0.61          | 10               | 8                 |
| 43       | Portugal                         | 0.56          | 8                | 8                 |
| 44       | Ucrania                          | 0.49          | 1                | Sin cambios       |
| 45       | Rusia                            | 0.46          | Sin cambios      | 2                 |
| 46       | Nueva Zelanda                    | 0.46          | 2                | 8                 |
| 47       | Líbano                           | 0.35          | 4                | 10                |
| 48       | Kuwait                           | 0.34          | 10               | 37                |
| 49       | Brasil                           | 0.33          | 2                | 1                 |
| 50       | Grecia                           | 0.32          | 4                | 24                |
| 51       | Panamá                           | 0.31          | 1                | 2                 |
| 52       | Costa Rica                       | 0.24          | 11               | 11                |
| 53       | Túnez                            | 0.22          | 2                | 7                 |
| 54       | Macedonia del Norte              | 0.20          | 5                | 3                 |
| 55       | Emiratos Árabes Unidos           | 0.16          | 2                | 3                 |
| 56       | Colombia                         | 0.14          | 4                | 3                 |
| 57       | Uruguay                          | 0.10          | 11               | 8                 |
| 58       | Vietnam                          | 0.10          | 24               | 23                |
| 59       | Sudáfrica                        | 0.09          | 1                | 7                 |
| 60       | Pakistán                         | 0.04          | 4                | 3                 |
| 61       | Argentina                        | 0.02          | 6                | 2                 |
| 62       | Chile                            | 0.02          | 4                | 2                 |
| 63       | Montenegro                       | 0.01          | 4                | 18                |
| 64       | Catar                            | 0.00          | 1                | 4                 |
| 65       | Australia                        | 0.00          | 2                | 1                 |
| 66       | Tayikistán                       | 0.00          | 3                | 4                 |
| 67       | Sri Lanka                        | -0.05         | 1                | 6                 |
| 68       | Georgia                          | -0.07         | 12               | 26                |
| 69       | Egipto                           | -0.08         | 2                | 4                 |
| 70       | Perú                             | -0.09         | 4                | 4                 |
| 71       | Jordania                         | -0.11         | 4                | 4                 |
| 72       | Serbia                           | -0.14         | 1                | 2                 |
| 73       | Kenia                            | -0.16         | 12               | 16                |
| 74       | Kazajistán                       | -0.16         | 10               | 16                |
| 75       | Marruecos                        | -0.16         | 11               | 9                 |
| 76       | Uzbekistán                       | -0.17         | 2                | 2                 |
| 77       | Moldavia                         | -0.18         | 6                | 4                 |
| 78       | Botsuana                         | -0.19         | 13               | 18                |
| 79       | Albania                          | -0.19         | 10               | 18                |
| 80       | Kirguistán                       | -0.20         | 4                | 4                 |
| 81       | Ghana                            | -0.21         | 7                | 10                |
| 82       | Nigeria                          | -0.22         | 3                | 8                 |
| 83       | Omán                             | -0.23         | 3                | 1                 |
| 84       | Etiopía                          | -0.24         | 4                | 8                 |
| 85       | Armenia                          | -0.24         | 5                | 8                 |
| 86       | Myanmar                          | -0.25         | 1                | 12                |
| 87       | Bolivia                          | -0.26         | 2                | 6                 |
| 88       | Ruanda                           | -0.26         | 15               | 17                |
| 89       | Paraguay                         | -0.27         | 4                | 9                 |
| 90       | Tanzania                         | -0.28         | 7                | 13                |
| 91       | Armenia                          | -0.28         | 7                | 1                 |
| 92       | Bangladés                        | -0.30         | 3                | 10                |
| 93       | Uganda                           | -0.30         | 1                | 1                 |
| 94       | El Salvador                      | -0.31         | 1                | 5                 |
| 95       | Nepal                            | -0.34         | 8                | 12                |
| 96       | Mongolia                         | -0.34         | 1                | 10                |
| 97       | Mozambique                       | -0.34         | 14               | 7                 |
| 98       | Azerbaiyán                       | -0.36         | 2                | 10                |
| 99       | Camboya                          | -0.36         | 4                | 4                 |
| 100      | Namibia                          | -0.36         | 6                | 6                 |
| 101      | Bangladés                        | −0.85         | 31               | 21                |
| 102      | Burma                            | −0.85         | 16               | 12                |
| 103      | Argelia                          | −0.88         | 4                | 2                 |
| 104      | Ecuador                          | −0.89         | 12               | 20                |
| 105      | Uganda                           | −0.92         | 3                | 7                 |
| 106      | Bolivia                          | −0.97         | 11               | 2                 |
| 107      | Republic of the Congo            | −1.02         | 13               | 11                |
| 108      | Nicaragua                        | −1.03         | 2                | 14                |
| 109      | Madagascar                       | −1.07         | 2                | 26                |
| 110      | Venezuela                        | −1.08         | 1                | 5                 |
| 111      | Tanzania                         | −1.09         | 4                | 6                 |
| 112      | Iraq                             | −1.12         | 7                | 13                |
| 113      | Yemen                            | −1.15         | 12               | 18                |
| 114      | Libya                            | −1.18         | 18               | 13                |
| 115      | Cote d'Ivoire                    | −1.19         | 1                | 12                |
| 116      | Afganistán                       | −1.20         | 4                | 3                 |
| 117      | Mongolia                         | −1.23         | 41               | 37                |
| 118      | Ghana                            | −1.27         | 15               | 6                 |
| 119      | Mauritania                       | −1.32         | 2                | 1                 |
| 120      | Sudán                            | −1.33         | 16               | 10                |
| 121      | Cameroon                         | −1.36         | 8                | 7                 |
| 122      | Mozambique                       | −1.36         | 7                | 2                 |
| 123      | Gabón                            | −1.41         | 1                | 4                 |
| 124      | Angola                           | −1.37         | 1                | 3                 |
| 125      | Mali                             | −1.43         | 3                | 3                 |
| 126      | Nigeria                          | −1.53         | 4                | Sin cambios       |
| 127      | Burkina Faso                     | −1.79         | 4                | 2                 |
| 128      | Democratic Republic of the Congo | −1.81         | 5                | 1                 |
| 129      | Papúa New Guinea                 | −1.84         | 19               | 20                |
| 130      | Guinea                           | −1.84         | 3                | 3                 |
| 131      | Chad                             | −1.93         | 7                | Sin cambios       |